# Нильссон, Кайса
Кайса Нильссон (швед. Kajsa Nilsson; 9 февраля 1982) — шведская ориентировщица, призёр чемпионатов мира и Европы по спортивному ориентированию.
В юниорском возрасте выиграла бронзовую медаль на молодёжном чемпионате мира в 2001 году и золото в эстафете.
Самым большим успехом во взрослой карьере можно считать чемпионат мира в 2006 году в датском Орхусе. В Дании Кайса Нильссон завоевала две медали
— вместе с бронзой в спринте она увезла домой и золото эстафеты.
Из-за череды травм была вынуждена пропустить два следующих чемпионата мира (2007 и 2008 годов). Живёт в Норвегии, работает консультантом клубе Halden SK, спортсмены которого многократно выигрывали престижные соревнования по ориентированию (Tiomila, Jukola и другие).